# Lijst van voetbalinterlands Canada - Faeröer
Deze lijst van voetbalinterlands is een overzicht van alle officiële voetbalwedstrijden tussen de nationale teams van Canada en Faeröer. De landen speelden tot op heden twee keer tegen elkaar. De eerste ontmoeting, een vriendschappelijke wedstrijd, werd gespeeld in Tórshavn op 14 april 1989. Het laatste duel, eveneens een vriendschappelijke wedstrijd, vond plaats op 16 april 1989 in Klaksvík.

## Wedstrijden
| № | Plaats   | Datum         | Competitie        | Wedstrijd        | Uitslag |
| - | -------- | ------------- | ----------------- | ---------------- | ------- |
| 1 | Tórshavn | 14 april 1989 | Vriendschappelijk | Faeröer – Canada | 1 – 0   |
| 2 | Klaksvík | 16 april 1989 | Vriendschappelijk | Faeröer – Canada | 0 – 1   |

## Samenvatting
| Competitie        | Totaal gespeeld | Winst Canada | Gelijk | Winst Faeröer | Doelsaldo Canada – Faeröer |
| ----------------- | --------------- | ------------ | ------ | ------------- | -------------------------- |
| Vriendschappelijk | 2               | 1            | 0      | 1             | 1 − 1                      |
| Totaal            | 2               | 1            | 0      | 1             | 1 − 1                      |

Wedstrijden bepaald door strafschoppen worden, in lijn met de FIFA, als een gelijkspel gerekend.

## Details

### Eerste ontmoeting
De eerste ontmoeting tussen de nationale voetbalploegen van Canada en Faeröer vond plaats op 14 april 1988. Het vriendschappelijke duel, bijgewoond door 4.000 toeschouwers, werd gespeeld in het Ovara Vølli í Gundadali in Tórshavn, en stond onder leiding van scheidsrechter Stig Frederiksson uit Zweden. Het was het tweede officiële duel uit de geschiedenis van Faeröer.
| Vriendschappelijk (Tórshavn, Faeröer, 14 april 1989): |              | |
| Faeröer | 1 – 0        | Canada |
| Torkil Nielsen 4' | goals        | |
| Páll Guðlaugsson | bondscoach   | Bob Lenarduzzi |
| Jens Martin Knudsen Jóannes Jakobsen Julian Hansen Tummas Eli Hansen Mikkjal Danielsen Kristian Petersen Poul Enok Hansen Ábraham Hansen Torkil Nielsen Kári Reynheim Kurt Mørkøre 46' | opstellingen | Paul Dolan Keith Izatt Steve MacDonald Peter Sarantopoulos Drew Ferguson Lucio Ianiero Tony Nocita Norman Odinga Alex Bunbury 46' Nick Gilbert Guido Titotto |
| Gunnar Mohr 46' | wissels      | 46' Doug Muirhead |

### Tweede ontmoeting
De tweede ontmoeting tussen de nationale voetbalploegen van Canada en Faeröer vond plaats op 16 april 1988. Het vriendschappelijke duel, bijgewoond door 5.000 toeschouwers, werd gespeeld in het Klaksvíkar Ítróttarfelag in Klaksvík, en stond opnieuw onder leiding van scheidsrechter Stig Frederiksson uit Zweden.
| Vriendschappelijk (Klaksvík, Faeröer, 16 april 1989): |              | |
| Faeröer | 0 – 1        | Canada |
| | goals        | 78' Drew Ferguson |
| Páll Guðlaugsson | bondscoach   | Bob Lenarduzzi |
| Jens Martin Knudsen Jóannes Jakobsen Julian Hansen Tummas Eli Hansen Mikkjal Danielsen 51' Kristian Petersen Poul Enok Hansen Ábraham Hansen Torkil Nielsen Kári Reynheim Gunnar Mohr 32' | opstellingen | Pat Onstad Keith Izatt 46' David Fiorvento Peter Sarantopoulos Drew Ferguson 46' Norman Odinga Lucio Ianiero Guido Boin Alex Bunbury 46' Nick Gilbert James Lowery |
| Jógvan Petersen 32' 62' Magni Jarnskor 51' Kurt Mørkøre 62' | wissels      | 46' Jim Reyes 46' Guido Titotto 46' Doug Muirhead |

Canadese voetbalbond · A-internationals · Bondscoaches · Selecties · Statistieken · Canadees vrouwenelftal · Canada U21 · Canada U20 · Canada U19 · Canada U18 · Canada U17
1885 – 1949 ·
1950 – 1969 ·
1970 – 1979 ·
1980 – 1989 ·
1990 – 1999 ·
2000 – 2009 ·
2010 – 2019 ·
2020 − 2029
WK 1986
OS 1904 · 
OS 1976 · 
OS 1984
1885 · 
1886 · 
1887 · 
1888 · 
1889–1903 · 
1904 · 
1905–1923 · 
1924 · 
1925 · 
1926 · 
1927 · 
1928–1936 · 
1937 · 
1938–1956 · 
1957 · 
1958–1967 · 
1968 · 
1969–1971 · 
1972 · 
1973 · 
1974 · 
1975 · 
1976 · 
1977 · 
1978–1979 · 
1980 · 
1981 · 
1982 · 
1983 · 
1984 · 
1985 · 
1986 · 
1987 · 
1988 · 
1989 · 
1990 · 
1991 · 
1992 · 
1993 · 
1994 · 
1995 · 
1996 · 
1997 · 
1998 · 
1999 · 
2000 · 
2001 · 
2002 · 
2003 · 
2004 · 
2005 · 
2006 · 
2007 · 
2008 · 
2009 · 
2010 · 
2011 · 
2012 · 
2013 ·
2014 ·
2015 ·
2016 ·
2017 ·
2018 ·
2019 ·
2020 ·
2021 ·
2022
Amerikaanse Maagdeneilanden ·
Argentinië ·
Armenië ·
Aruba ·
Australië ·
Azerbeidzjan ·
Bahrein ·
Barbados ·
België ·
Belize ·
Bermuda ·
Brazilië ·
Bulgarije · 
Chili ·
China ·
Colombia ·
Congo-Brazzaville ·
Costa Rica ·
Cuba ·
Curaçao ·
Cyprus ·
DDR ·
Denemarken ·
Dominica ·
Duitsland ·
Ecuador ·
Egypte ·
El Salvador ·
Engeland ·
Estland ·
Faeröer · 
Finland ·
Frankrijk ·
Ghana ·
Griekenland ·
Guatemala ·
Haïti ·
Honduras ·
Hongarije ·
Hongkong ·
Ierland ·
IJsland ·
Indonesië ·
Iran ·
Italië ·
Jamaica ·
Japan ·
Joegoslavië ·
Kaaimaneilanden ·
Kameroen ·
Kroatië ·
Libië ·
Luxemburg ·
Maleisië ·
Malta ·
Marokko ·
Mauritanië ·
Mexico ·
Moldavië ·
Nederland ·
Nieuw-Zeeland ·
Nigeria ·
Noord-Ierland ·
Noord-Korea ·
Noord-Macedonië ·
Oekraïne ·
Oezbekistan ·
Oostenrijk ·
Panama ·
Paraguay ·
Peru ·
Polen ·
Portugal ·
Puerto Rico ·
Qatar ·
Saint Kitts en Nevis ·
Saint Lucia ·
Saint Vincent en de Grenadines ·
San Marino ·
Saoedi-Arabië ·
Schotland ·
Singapore ·
Slovenië ·
Sovjet-Unie ·
Spanje ·
Suriname ·
Trinidad en Tobago ·
Tsjechië ·
Tunesië ·
Turkije ·
Uruguay ·
Venezuela ·
Verenigde Staten ·
Wales ·
Wit-Rusland ·
Zuid-Afrika ·
Zuid-Korea ·
Zwitserland
België (2022)
FSF · A-internationals · Statistieken · Bondscoaches · Faeröers vrouwenelftal · Faeröer U21 · Faeröer U20 · Faeröer U19 · Faeröer U18 · Faeröer U17 · Faeröer U16
1980 – 1989 ·
1990 – 1999 ·
2000 – 2009 ·
2010 – 2019 ·
2020 – 2029
1988 · 
1989 · 
1990 ·
1991 · 
1992 · 
1993 · 
1994 · 
1995 · 
1996 · 
1997 · 
1998 · 
1999 · 
2000 · 
2001 · 
2002 · 
2003 · 
2004 · 
2005 · 
2006 · 
2007 · 
2008 · 
2009 · 
2010 · 
2011 · 
2012 · 
2013 · 
2014 · 
2015 · 
2016 ·
2017 ·
2018 ·
2019 ·
2020 ·
2021 ·
2022 ·
2023 ·
2024
Albanië ·
Andorra ·
Armenië ·
Azerbeidzjan ·
België ·
Bosnië en Herzegovina ·
Canada ·
Cyprus ·
Denemarken ·
Duitsland ·
Estland ·
Finland ·
Frankrijk ·
Georgië ·
Gibraltar ·
Griekenland ·
Hongarije ·
Ierland ·
IJsland ·
Israël ·
Italië ·
Joegoslavië ·
Kazachstan ·
Kosovo ·
Letland · 
Liechtenstein ·
Litouwen ·
Luxemburg ·
Malta ·
Moldavië ·
Nederland ·
Noord-Ierland ·
Noord-Macedonië ·
Noorwegen ·
Oekraïne ·
Oostenrijk ·
Polen ·
Portugal ·
Roemenië ·
Rusland ·
San Marino ·
Schotland ·
Servië ·
Servië en Montenegro · 
Slovenië ·
Slowakije ·
Spanje ·
Thailand ·
Tsjechië ·
Tsjecho-Slowakije ·
Turkije ·
Wales ·
Zweden ·
Zwitserland